# Бруснік (село)
Бруснік (словац. Brusník) — село, громада округу Вельки Кртіш, Банськобистрицький край, центральна Словаччина, регіон Новоград. Кадастрова площа громади — 7,76 км².
Населення 120 осіб (станом на 31 грудня 2017 року).

## Історія
Бруснік вперше згадується в 1327 році.

## Населення
| Рік:            | 1994. | 2004.    | 2014.    | 2024.    |
| --------------- | ----- | -------- | -------- | -------- |
| Кількість осіб: | 99    | 89       | 119      | 107      |
| Різниця:        |       | -10,10 % | +33,70 % | -10,08 % |

| Рік:            | 2023. | 2024.   |
| --------------- | ----- | ------- |
| Кількість осіб: | 112   | 107     |
| Різниця:        |       | -4,46 % |